# Засада (Легенда о Корре)
«Засада» (англ. The Stakeout) — девятый эпизод третьего сезона американского мультсериала «Легенда о Корре».

## Сюжет
Команда Аватара ищет Айвея и обнаруживает, что их разыскивает Царица Земли. Су сообщает Лин, что отпустила Корру, и начальница полиции хочет её найти. Нага находит машину Айвея, и Мако с Болином собираются искать преступника в оазисе Туманные пальмы, оставляя Корру и Асами, чтобы не привлекать внимание. Замаскировавшись, они расспрашивают об Айвее. Асами находит в машине злодея записку о встрече в Роще Жайбау на закате. Девушки ищут её на карте, но не видят. Мако и Болин замечают подозрительных людей, смотрящих на них, и думают, что это охотники за головами, убегая от них. Они видят Айвея и следят за ним до отеля. Мако возвращается к Корре и Асами, и они обмениваются информацией. Команда решает и дальше следить за Айвеем, пока он не приведёт их к банде. Они заходят в отель снять номер, и появляются те головорезы, но это оказываются фанаты кинозвезды Болина, просящие дать автограф. Команда снимает тесную комнату и следит за номером Айвея из засады. Болин и Асами играют в Пай Шо, и девушка несколько раз обыгрывает парня.
К вечеру Корра устаёт ждать, ибо Айвей так и не выходит, и идёт к нему. Команда обнаруживает, что он медитирует. Аватар догадывается, что роща находится в мире духов. Она тоже начинает медитировать и видит разговор Айвея с Захиром. Последний бросает чиновника во Мглу потерянных душ из-за того, что за ним следили. Захир встречается с Коррой и решает ответить на её вопросы. Он рассказывает, что его группа — члены Красного лотоса, целью которого является равновесие в мире. Захир сообщает, что Уналак также был в этом ордене. В материальном мире главарь банды сообщает своим, где искать Аватара, и Газан с Минь-Хуа идут за ней. Пока Корра продолжает беседу с Захиром, бандиты приходят к отелю, и Асами уносит тело Аватара, а Мако и Болин задерживают злодеев. Захир продолжает, что, когда банду посадили в тюрьму, Уналак не стал их освобождать и действовал один, преследуя только свои цели. Маг воздуха говорит, что хочет свергнуть правителей, дабы дать миру свободу. Корра не поддерживает его, ведь начнётся хаос, и Захир говорит, что порядок в природе — это его отсутствие. Он рассказывает о словах гуру Лахимы, что нельзя построить новое, не уничтожив старое. Захир добавляет, что гуру был магом воздуха. Бандиты одолевают Мако и Болина, и Газан преследует Аватара, но её с Асами хватает кто-то другой. Корра и Захир заканчивают разговор, и Аватар приходит в себя. Асами говорит, что их поймали солдаты Царицы Земли и везут в Ба-Синг-Се. Захир с бандой собираются туда же.

## Отзывы

Динамика оценок IGN к эпизодам 3 сезона мультсериала

Макс Николсон из IGN поставил эпизоду оценку 8,6 из 10 и написал, что «в девятой серии Книги Третьей „Легенды о Корре“ появилась классная западная атмосфера, когда команда Аватара отправилась в оазис Туманные пальмы». Рецензент отметил «юмористичность» игры в Пай Шо между Болином и Асами. Критик подчеркнул, что «беседа Корры с Захиром раскрыла некоторую интересную информацию о Красном лотосе». В конце он похвалил битву Мако и Болина с Газаном и Минь-Хуа, назвав её «захватывающей».
Оливер Сава из The A.V. Club дал эпизоду оценку «A-» и посчитал, что «сцена с Пай Шо очень забавна, особенно с музыкой регтайма на заднем плане, придающей ей бодрящую энергию». Майкл Маммано из Den of Geek вручил серии 4 звезды из 5 и написал, что эпизод «не разочаровал» его. Главный редактор The Filtered Lens, Мэтт Доэрти, поставил серии оценку «A-» и отметил, что «Болин и Мако устроили отличный бой» с Газаном и Минь-Хуа.
Мордикай Кнод из Tor.com написал, что «этот эпизод „Легенды о Корре“ даёт нам то, чего мы так долго ждали, — возможность заглянуть внутрь Захира и его банды Красного лотоса». Мэтт Пэтчес из ScreenCrush сравнил начало серии с фильмом «Слежка» и рассказом Пола Остера «Призраки», а конец — с эссе Гэри Снайдера «Буддизм и будущие революции».